# Kari Hag
Pour les articles homonymes, voir HAG (homonymie).
Kari Jorun Blakkisrud Hag (née le 4 avril 1941) est une mathématicienne norvégienne connue pour ses recherches en analyse complexe sur les quasi-cercles (en) et les cartographies quasi-formelles, et pour ses efforts pour l'égalité des sexes en mathématiques. Elle est professeure émérite de mathématiques à l'université norvégienne de sciences et de technologie (NTNU). Avec Frederick Gehring, elle est l'auteur du livre The Ubiquitous Quasidisk (American Mathematical Society, 2012).

## Éducation et carrière
Hag est originaire d'Eidsvoll. Elle étudie à la Norwegian School of Education de Trondheim (Den allmennvitenskapelige høgskole (no)), en complétant un cand.mag. (en) en 1963, puis à l'université d'Oslo, complétant un cand.real. en 1967,. À la suite de cela, elle obtient son doctorat en 1972 de l'université du Michigan. Sa thèse, intitulée Quasiconformal Boundary Correspondences and Extremal Mappings, est supervisée par Gehring.  
Après avoir terminé son doctorat, elle rejoint l'Institut norvégien de technologie (NTH), qui a ensuite est incorporé au NTNU. Elle est devenue professeure titulaire à la NTNU en 2001, et a pris sa retraite en tant que professeure émérite en 2011.

## Prix et distinctions

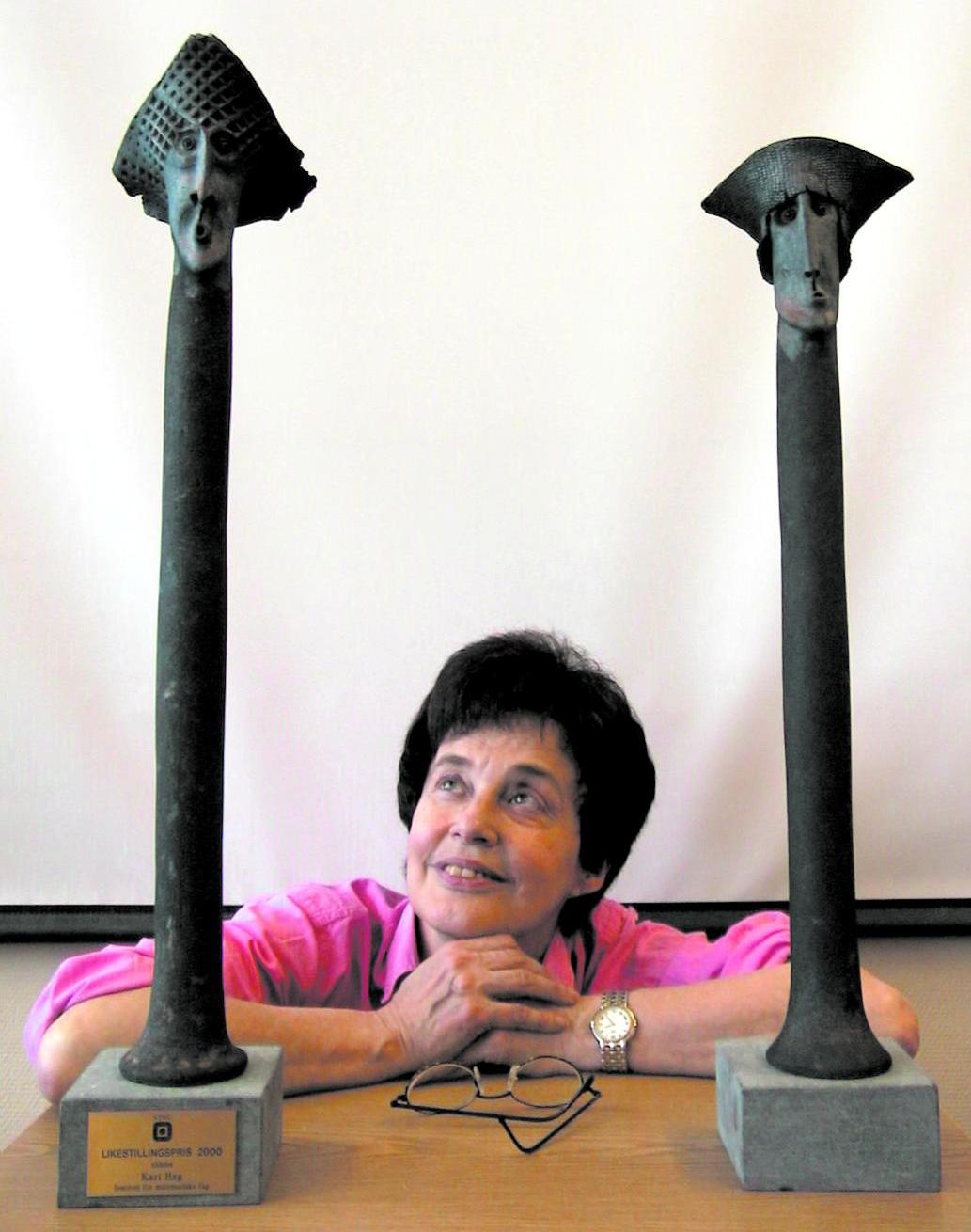
Hag avec le prix NTNU pour l'égalité des sexes en 2000.

NTNU décerne à Hag le prix pour l'égalité des sexes en 2000, pour ses efforts visant à accroître l'intérêt des filles pour les sciences et les mathématiques. En 2018, elle est élue chevalier de l'ordre de Saint-Olaf.  